# Ґіжиці (Мазовецьке воєводство)
Ґіжиці (пол. Giżyce) — село в Польщі, у гміні Ілув Сохачевського повіту Мазовецького воєводства.
Населення — 359 осіб (2011).
У 1975—1998 роках село належало до Плоцького воєводства.

## Демографія
Демографічна структура станом на 31 березня 2011 року:
|          | Загалом | Допрацездатний вік | Працездатний вік | Постпрацездатний вік |
| -------- | ------- | ------------------ | ---------------- | -------------------- |
| Чоловіки | 183     | 50                 | 114              | 19                   |
| Жінки    | 176     | 46                 | 96               | 34                   |
| Разом    | 359     | 96                 | 210              | 53                   |